# Michael Schermi
Michael Schermi (Roma, 17 novembre 1984) è un attore italiano.

## Biografia
Michael Schermi è un attore italo-irlandese e un ex-atleta di canoa-kayak, disciplina nella quale ha vinto cinque titoli di Campione d'Italia.
Nel 2003 è tra gli allievi di Amici di Maria De Filippi.
Incomincia la sua carriera in teatro con Barbara Nativi, come protagonista di Binario morto di Letizia Russo, alla Biennale di Venezia 2004.
Dopo aver interpretato film come Notte prima degli esami (nel ruolo dell'inquietante ripetente Tracina) e Scrivilo sui muri è tra i protagonisti, come unico attore italiano, di At the End of the Day - Un giorno senza fine, opera prima di Cosimo Alemà.
Sempre nel 2011 interpreta come co-protagonista Mr. America di Leonardo Ferrari Carissimi, al fianco di Anna Favella e Marco Cocci.
Nel 2012 interpreta il ruolo di Valentino: protagonista del primo mediometraggio di Brando De Sica: La donna giusta.
Nel dicembre 2005 fonda con Marco Calvani la compagnia Mixò, con la quale collabora tra gli altri con Neil LaBute, con La Mama Theatre di New York, con il Teatro Metastasio Stabile della Toscana, con il Bush Theatre di Londra, con Artistas Unidos di Lisbona e con la quale produce e collabora alla regia di Penelope in Groznij e di Olio, del quale è anche protagonista.

## Filmografia

### Cinema
- Notte prima degli esami, regia di Fausto Brizzi (2006)
- Scrivilo sui muri, regia di Giancarlo Scarchilli (2007)
- Le cose in te nascoste, regia di Vito Vinci (2008)
- At the End of the Day - Un giorno senza fine, regia di Cosimo Alemà (2011)
- Mr. America,  regia di Leonardo Ferrari Carissimi (2013)
- La santa, regia di Cosimo Alemà (2013)
- Il primo re, regia di Matteo Rovere (2019)
- Leonora addio, regia di Paolo Taviani (2022)
- ...altrimenti ci arrabbiamo!, regia degli YouNuts! (2022)
- Siccità, regia di Paolo Virzí (2022)
- Non sono quello che sono, regia di Edoardo Leo (2024)

### Televisione
- Medicina Generale – serie TV (2008)
- Francesco – serie TV, regia di Liliana Cavani (2014)
- Allegiance - serie TV (2015)
- I Medici (Medici: Masters of Florence) – serie TV (2016)
- Trust - serie TV, regia di Danny Boyle (2018)
- La porta rossa - Seconda stagione, regia di Carmine Elia - serie TV (2019)
- Le indagini di Lolita Lobosco, regia di Luca Miniero - serie TV, episodio 1x01 (2021)

### Teatro
- Binario morto di Letizia Russo, regia di Barbara Nativi (2005)
- Olio, scritto e diretto da Marco Calvani (2008/2009)
- Dignità autonome di prostituzione ideato e diretto da Luciano Melchionna (2010/2012)
- Io sono Dracula, scritto e diretto da Marco Calvani (2013)
- I ragazzi del cavalcavia, uno spettacolo di Industria Indipendente (2015)
- AD-AMANT, scritto e diretto da M. Laterza (2017)
- 1,2,3, Stella, regia Giulia Grandinetti (2018)
- Io Non Sono Nessuno, scritto e diretto da Emilia Verginelli (2020/oggi)

### Cortometraggi
- Bios, regia di Grazia Tricarico (2012)
- La donna giusta, regia di Brando De Sica (2013)
- Hey Muso Giallo! di Pierluca Di Pasquale (2013)
- The Red Line, regia di Dave Tynan (2014)
- Ciao, Baby, regia di Michael Schermi e Regina Orioli (2014)
- Non Senza di Me, regia di Brando De Sica (2014)
- Fuori, regia di Anna Negri (2015)
- Attila, regia di Dario Cioni (2015)
- Guinea Pig, regia Giulia Grandinetti (2019)

### Videoclip
- Ogni giorno (Mantra recitato) - Pacifico feat Casino Royale, regia di Cosimo Alemà
- Istrice - Subsonica, regia di Cosimo Alemà
- Promo di The Wire per Fox Italia
- Indimenticabile - Antonello Venditti, regia di Massimiliano D'Epiro
- Parole in circolo - Marco Mengoni, regia di YouNuts!
- Solo Due Satelliti - Marco Mengoni, regia di YouNuts! e Michael Schermi